# 유등초등학교
유등초등학교는 대한민국 전북특별자치도 순창군 유등면 외이리에 있는 공립 초등학교다.

## 학교 연혁
- 1925년 4월 29일 유등공립보통학교 개교
- 1938년 4월 1일 유등공립심상소학교로 개칭[1]
- 1940년 4월 1일 유등공립국민학교로 개칭[2]
- 1950년 4월 24일 수동분교장 설립
- 1971년 7월 27일 본관 개축(6개 교실)
- 1981년 3월 4일 병설유치원 개원
- 1983년 12월 3일 본관 2층 교실 증축
- 1993년 8월 30일 수동국민학교 통폐합
- 1996년 3월 1일 유등초등학교로 개칭[3]
- 2021년 2월 5일 제94회 3명 졸업
- 2021년 9월 1일 제42대 염성권 교장 부임

## 학교 상징
- 교화 - 백일홍 : 낙엽활엽교목으로 높이가 5m에 달한다. 상록수로서 우리나라 주택 조경의 주된 수종이다. 내공해성, 내염성, 맹아력이 강하다. 정원, 고우언의 견내, 모지, 생울타리에 많이 이용된다.
- 교목 - 향나무 : 측백나무과 식물으로 잎은 침엽과 인엽의 두가지 형태가 있다. 꽃이 100일 이상 계속 피어 목백일홍이라고도 하며 줄기는 모과나무처럼 얼룩이 있고 원숭이도 미끄러진다는 일본명을 가지고 있을 만큼 수피가 아름답다.
- 교조 - 백로 : 극지방을 제외한 전 세계에 분포하고 있으며, 몸 빛깔은 흰색, 회색, 갈색, 청색 등을 띈다. 번식기에는 등, 목, 머리에 장식깃이 자란다. 다리와 목, 부리가 길고, 목은 S자 모양으로 굽어진다. 날개는 크고 꽁지가 짧다.

## 참고 자료
- 유등초등학교 - 한국교육학술정보원 학교알리미